# Tell el-Hammam
Tell el-Hammam (también llamado Tall al-Ḥammām) es un yacimiento arqueológico ubicado en la Gobernación de Amán, Jordania, en la parte oriental del valle bajo del Jordán, a 11,7 kilómetros al este del río Jordán y no lejos de su desembocadura. Se encuentra a 12,6 kilómetros al noreste del Mar Muerto. El yacimiento alberga importantes restos de la Edad del Cobre, la Edad del Bronce (temprana, media y tardía) y la Edad del Hierro II. Ha habido diversos intentos de identificar el yacimiento con una ciudad bíblica. El Campo Megalítico de Hammam se encuentra en las cercanías. Otros yacimientos arqueológicos en las inmediaciones incluyen Tall Nimrin, Tall Bleibel, Tall Mustah, Tall Iktanu, Tall Tahouna, Tall Barakat, Tall Kafrayn y Tell er-Rameh.
El yacimiento abarca una superficie aproximada de 36 hectáreas, con un pequeño montículo elevado (Tall superior) que se eleva unos 30 metros sobre la llanura y una extensa ciudad baja (Tall inferior) al suroeste. La ocupación del yacimiento comenzó en la Edad del Cobre Tardía (IV milenio a. C.) y continuó durante la Edad del Hierro (I milenio a. C.), hasta los períodos helenístico y romano. El yacimiento alcanzó su máxima extensión durante la Edad del Bronce Medio, cuando se construyeron importantes fortificaciones.
Las excavaciones en Tell el-Hammam se llevan a cabo desde 2005, bajo la dirección de Steven Collins, de la Universidad Trinity Southwest. El sitio ha sido objeto de controversia debido a las afirmaciones que lo vinculan con la ciudad bíblica de Sodoma, una hipótesis rechazada por los arqueólogos convencionales. Otras afirmaciones de una destrucción catastrófica por una explosión aérea también han sido recibidas con escepticismo por la comunidad científica.

## Historia
El yacimiento estuvo ocupado a partir de la Edad del Cobre Tardía (IV milenio a. C.), según hallazgos cerámicos. Los restos arquitectónicos se remontan a la Edad del Bronce Temprano (III milenio a. C.), época en la que el yacimiento estaba protegido por murallas, tanto superiores como inferiores. En la Edad del Bronce Medio, el yacimiento alcanzó su máxima extensión y se construyeron fortificaciones. La ocupación continuó durante la Edad del Hierro (I milenio a. C.) y hasta el período helenístico y romano.
Muchos eruditos han identificado el asentamiento de la Edad del Bronce Final en Tell el-Hammam como Abel-Shittim, mencionado en la Biblia hebrea como una de las Estaciones del Éxodo. En la antigüedad clásica, se ha sugerido que formaba parte de la ciudad de Livias, cuyo centro principal se cree que estaba en Tell er-Rameh, a 2,75 kilómetros (1,7 mi) al noroeste de Tell el-Hammam.

## Arqueología

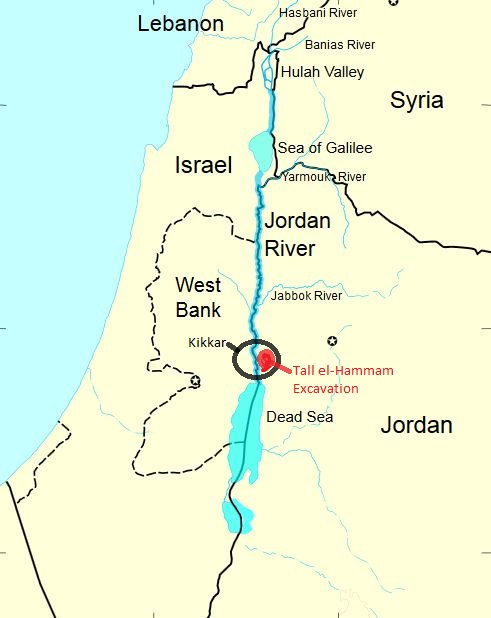
Excavación de Tell el-Hammam en el Valle del Jordán

El yacimiento abarca una superficie de unas 36 hectáreas, de las cuales unas 26 se encuentran dentro de fortificaciones, con un pequeño montículo (Tall superior) que se eleva unos 30 metros sobre la llanura y una extensa ciudad baja (Tall inferior) que se extiende hacia el suroeste, de propiedad privada y actualmente dedicada a la agricultura. El montículo alto ha sido afectado por trincheras militares y obras viales. Las zonas alta y baja estuvieron protegidas por murallas desde la Edad del Bronce Antiguo. El yacimiento alcanzó su máxima extensión en la Edad del Bronce Medio (denominada Edad del Bronce Intermedia por el excavador).[cita requerida]
Claude Reignier Conder registró el yacimiento en el siglo XIX y Père Mallon lo describió detalladamente en 1932. Ambos observaron los restos de un complejo termal romano desaparecido desde entonces, y que presumiblemente dio nombre al yacimiento ("Colina de los Baños Calientes"). En 2011 se descubrió en el sitio una pequeña instalación de baño bizantino (5 m x 2 m).
En 1941, Nelson Glueck visitó el yacimiento (también llamado Tell el-Hammeh es-Samri según Glueck), que asoció con el bíblico Abel haš-Šittum (Abel-Shittim). En el montículo elevado, Glueck encontró gran cantidad de fragmentos de cerámica de la Edad del Hierro I-II y una cantidad menor de fragmentos de cerámica del Bronce Antiguo y del Cobre Tardío. Observó una fortaleza de la Edad del Hierro, orientada de suroeste a noreste, en la cima. Estaba rodeada por una muralla de 1,2 metros de altura, de 140 por 25 metros, con torres defensivas en los extremos estrechos. Parecía haber una ciudadela interior de 33 por 17 metros. Indicó que el yacimiento se encontraba a unos 2,5 kilómetros al sureste de Tell el-Kefrein. También indicó que el pequeño sitio (de 5 metros de altura y 60 metros de diámetro) de Tell Abu Qarf, ubicado a 0,5 kilómetros al suroeste, parecía ser parte del mismo complejo de asentamientos que Tall el-Hammam. Glueck también examinó los dólmenes en el cercano Campo Megalítico de Hammam y Tell Iktanu.
El arqueólogo australiano Kay Prag realizó una breve prospección del sitio por encargo del Instituto Británico de Arqueología e Historia de Ammán entre 1975 y 1976, mientras trabajaba en el cercano Tell Iktanu. Prag regresó en 1990 para completar la prospección en la parte baja de la ciudad, donde encontró una muralla de 3,5 metros de ancho revestida con grandes bloques de piedra caliza. Tras observar que la zona de la fortaleza del montículo alto había sido arrasada en gran medida, la breve excavación se centró en la parte baja de la ciudad, en una zona del Bronce Antiguo I.
Desde 2005, las excavaciones en el yacimiento han sido dirigidas por Steven Collins, de la Universidad Trinity Southwest, una institución inerrantista bíblica no acreditada de Estados Unidos. Collins vincula el sitio con la legendaria ciudad bíblica de Sodoma,una afirmación rechazada tanto por científicos como por otros literalistas bíblicos. En 2016, un equipo de la Universidad de Oxford notó que las excavaciones habían provocado una alteración significativa del antiguo montículo, y los arqueólogos expresaron su preocupación de que, al vincular el sitio con Sodoma, los excavadores fomentasen el saqueo y el comercio ilegal de antigüedades, ya que los objetos «comercializados explícitamente a personas que buscan una conexión tangible con la Biblia» tenían una gran demanda.

### Supuesta explosión de un meteorito
Un grupo de investigadores patrocinado por el Comet Research Group, incluido un miembro del equipo de excavación de la Universidad Trinity Southwest, publicó un artículo en el que afirmaba que Tell el-Hammam había sido destruida cataclísmicamente por la explosión aérea de un meteoroide. Dos tercios de los autores eran miembros del Grupo de Investigación de Cometas, que también afirmaba que el periodo Dryas Reciente había sido causado por el impacto de un cometa. La teoría se presentó junto con la afirmación de que el sitio podía ser la fuente de la historia bíblica de la destrucción de Sodoma.
Otros expresaron dudas sobre la afirmación y demostraron que los autores habían alterado algunas de las imágenes utilizadas como evidencia. Los autores inicialmente negaron haber manipulado las fotos, pero finalmente publicaron una corrección en la que admitieron haber eliminado de las fotos elementos irrelevantes para el contenido científico, como cintas métricas o dedos, haber girado algunas fotos 180° y haber volteado una foto, ocultando una flecha direccional. El 15 de febrero de 2023, se publicó la siguiente nota del editor sobre este artículo: «Se advierte a los lectores que los editores están considerando las inquietudes planteadas sobre los datos presentados y las conclusiones de este artículo. Se emitirá una respuesta editorial posterior tras la resolución de estos problemas».
Un artículo de opinión publicado en la revista de antropología Sapiens calificó la afirmación de "pseudocientífica", sugirió que podría erosionar la integridad científica y advirtió que podría llevar a la destrucción del sitio por parte de saqueadores. También afirmó que pocos arqueólogos expertos creían que el sitio representase el verdadero asentamiento de Sodoma o Gomorra.
El físico Mark Boslough, especialista en riesgos de impacto planetario y estrategias de mitigación de asteroides, criticó enérgicamente, tanto en redes sociales como en medios impresos, la hipótesis de que una explosión en el aire fuese responsable de la destrucción de los asentamientos humanos en Tell el-Hammam. Su crítica llamó la atención sobre una perspectiva de inerrancia bíblica que se ha utilizado en las afirmaciones de que una explosión aérea destruyó la ciudad bíblica de Sodoma.
Una revisión de la evidencia de un evento de impacto indicó que no se cumplían los criterios adecuados para demostrar una explosión en el aire.